# Fiume Trebbia da Perino a Bobbio
Fiume Trebbia da Perino a Bobbio este o arie protejată (arie specială de conservare — SAC, sit de importanță comunitară — SCI) din Italia întinsă pe o suprafață de 352 ha, integral pe uscat.

## Localizare
Centrul sitului Fiume Trebbia da Perino a Bobbio este situat la coordonatele 44°47′41″N 9°25′04″E / 44.794722°N 9.417778°E.

## Înființare
Situl Fiume Trebbia da Perino a Bobbio a fost declarat sit de importanță comunitară în decembrie 1995 pentru a proteja 21 de specii de animale. Situl a fost protejat și ca arie specială de conservare în martie 2019.

## Biodiversitate
Situată în ecoregiunea continentală, aria protejată conține 9 habitate naturale: Grohotișuri termofile și vest-mediteraneene, Râuri de munte și vegetația lor lemnoasă cu Salix elaeagnos, Ape puternic oligomezotrofe cu vegetație bentonică cu Chara spp., Râuri cu maluri nămoloase cu vegetație de Chenopodion rubri p.p. și Bidention p.p., Galerii de Salix alba și de Populus alba, Râuri de munte și vegetația erbacee de pe malurile acestora, Pante stâncoase silicioase cu vegetație casmofită, Pajiști uscate seminaturale și facies de acoperire cu tufișuri pe substraturi calcaroase (Festuco-Brometalia) (* situri importante pentru orhidee), Pajiști calaminariene cu Violetalia calaminariae.
La baza desemnării sitului se află mai multe specii protejate:
- păsări (12): pescăruș albastru (Alcedo atthis), pasărea ogorului (Burhinus oedicnemus), ciocârlie-cu-degete-scurte (Calandrella brachydactyla), caprimulg (Caprimulgus europaeus), barză albă (Ciconia ciconia), ciocănitoare pestriță mare (Dendrocopos major), egretă mică (Egretta garzetta), Falco naumanni, sfrâncioc roșiatic (Lanius collurio), ciocârlie de pădure (Lullula arborea), ciocănitoarea verde (Picus viridis), chiră de baltă (Sterna hirundo)
- mamifere (2): liliac cu urechi de șoarece (Myotis blythii), liliacul mare cu potcoavă (Rhinolophus ferrumequinum)
- nevertebrate (2): Austropotamobius pallipes, Euplagia quadripunctaria
- pești (5): Barbus caninus, Barbus plebejus, Cobitis bilineata, Protochondrostoma genei, Telestes muticellus

Pe lângă speciile protejate, pe teritoriul sitului au mai fost identificate 4 specii de plante, 3 specii de amfibieni, 8 specii de mamifere, 1 specie de nevertebrate, 2 specii de pești, 1 specie de reptile.